# Antoni Jabłonowski (1793–1855)
Antoni Michał Jabłonowski książę na Ostrogu, Maryampolu i Podkamieniu herbu Prus III (ur. 7 grudnia 1793 w Annopolu – zm. 26 grudnia 1855 w Annopolu) – członek Rady Stanu Królestwa Polskiego, szambelan cesarza Imperium Rosyjskiego, książę w Królestwie Kongresowym w 1820 roku, polski działacz konspiracyjny.

## Życiorys
Rodzicami Antoniego byli Stanisław Paweł Jabłonowski oraz Teodora Walewska. Był I. dozorcą loży wolnomularskiej Bouclier du Nord w 1818 roku członkiem Towarzystwa Patriotycznego (Waleriana Łukasińskiego). W 1825 roku z ramienia Towarzystwa pertraktował z dekabrystami. Po upadku powstania dekabrystów aresztowany na Ukrainie,  w 1826 roku w trakcie przesłuchań w Kijowie i Petersburgu, złożył na temat organizacji obszerne zeznania z ujawnieniem nazwisk osób uczestniczących w rozmowach z dekabrystami.
W 1818 roku poślubił Paulinę Wandalin-Mniszech córkę Michała Jerzego Wandalina-Mniszcha. Ich córka Dorota Jabłonowska wyszła za mąż za Stanisława Kostkę Korwin-Krasińskiego oficera powstania listopadowego, kawalera Orderu Virtuti Militari.